# Frodsham
Frodsham is een civil parish in de unitary authority Cheshire West and Chester, in het Engelse graafschap Cheshire. De plaats telt 9077 inwoners.